# Madres de Srebrenica
Madres de Srebrenica es una fundación establecida en Países Bajos que representa a más 6.000 supervivientes de la masacre de Srebrenica durante las Guerras de los Balcanes durante los años 1990.

## Caso judicial
Las Madres de Srebrenica tomaron procedimiento en un tribunal local holandés con respecto a la masacre de Srebrenica citando que un batallón holandés bajo la vigilancia de la ONU era el responsable de salvaguardar Srebrenica como refugio seguro en 2007 y que ambas organizaciones, la ONU y los Países Bajos incumplieron sus obligaciones de cuidado de manera negligente.
El tribunal holandés argumentó que bajo el Artículo 105 de la Carta de las Naciones Unidas, la ONU tiene inmunidad. El tribunal mantenía que no tenía ni siquiera jurisdicción para oír el caso. El asunto fue apelado a un tribunal más alto en 2012 donde las madres de Srebrenica argumentaron que la inmunidad de la ONU niega a la parte el derecho a un juicio libre, el cual está garantizado por la Convención Europea de Derechos Humanos.
El tribunal apelado argumentó que la Carta de las Naciones Unidas tiene primacía sobre leyes domésticas de manera irrevocable incluso en casos de vulneración de ius cogens.
En 2014 las madres registraron otra reclamación contra el gobierno holandés, utilizando una serie de términos diferentes. El tribunal holandés únicamente encontró a los Países Bajos responsables de 300 de las más de 10.000 muertes.